# Aprobarbital
Aprobarbital (łac. aprobarbitalum) – organiczny związek chemiczny, pochodna kwasu barbiturowego otrzymana w latach dwudziestych XX wieku przez Ernsta Preiswerka. Tak jak pozostałe pochodne tego kwasu, wykazuje działanie uspokajające, nasenne i przeciwdrgawkowe. Głównym jego zastosowaniem było leczenie bezsenności.